# Sidney Hinds
Sidney Hinds   (Newton, 14 de maig de 1900 - San Antonio, 17 de febrer de 1991) va ser un oficial de l'exèrcit estatunidenc i un destacat tirador, guanyador d'una medalla olímpica.
El 1924 va prendre part en els Jocs Olímpics d'Estiu de París, on guanyà la medalla d'or en la prova de rifle lliure per equips del programa de tir.
Hinds es va graduar a l'Acadèmia Militar dels Estats Units a West Point el 1920. Va lluitar a la Primera i Segona Guerra Mundial, lluitant al Nord d'Àfrica i Sicília i rebent nombroses medalles i condecoracions. El 1947 es va retirar del servei actiu amb el grau de general de brigada.